# Marius Baciu
Pour les articles homonymes, voir Baciu.
Marius Baciu est un joueur de football roumain né le 1er mai 1975 à Mediaș. Il évolue au poste de défenseur.
Réalisant l'essentiel de sa carrière au Steaua Bucarest, il est surtout connu en France pour son passage au LOSC Lille Métropole.

## Carrière
| Saison      | Club                      | Pays      | Championnat    | Championnat | Championnat | Championnat  | Championnat  | Europe | Europe | Europe |
| Saison      | Club                      | Pays      | Division       | Matchs      | Buts        | Cartons      | Cartons      | Coupe  | Matchs | Buts   |
| ----------- | ------------------------- | --------- | -------------- | ----------- | ----------- | ------------ | ------------ | ------ | ------ | ------ |
| Saison      | Club                      | Pays      | Division       | Matchs      | Buts        | Carton jaune | Carton rouge | Coupe  | Matchs | Buts   |
| 1992 - 1993 | FC Inter Sibiu            | Roumanie  | Championnat    | 1           | 0           | ?            | ?            | /      | -      | -      |
| 1993 - 1994 | Gaz Metan Medias          | Roumanie  | Championnat D2 | 18          | 3           | -            | -            | /      | -      | -      |
| 1994 - 1995 | FC Inter Sibiu            | Roumanie  | Championnat    | 24          | 0           | ?            | ?            | /      | -      | -      |
| 1995 - 1996 | FC Inter Sibiu            | Roumanie  | Championnat    | 32          | 1           | 0            | 1            | /      | -      | -      |
| 1996 - 1997 | Steaua Bucarest           | Roumanie  | Championnat    | 32          | 2           | ?            | ?            | C1     | 5      | 1      |
| 1997 - 1998 | Steaua Bucarest           | Roumanie  | Championnat    | 13          | 2           | ?            | ?            | C1+C3  | 4+3    | 0+0    |
| 1998 - 1999 | Steaua Bucarest           | Roumanie  | Championnat    | 25          | 3           | ?            | ?            | C1+C3  | 1+2    | 0+0    |
| 1999 - 2000 | Steaua Bucarest           | Roumanie  | Championnat    | 29          | 0           | 0            | 1            | C3     | 6      | 0      |
| 2000 - 2001 | Steaua Bucarest           | Roumanie  | Championnat    | 23          | 1           | ?            | ?            | /      | -      | -      |
| 2001 - 2002 | Steaua Bucarest           | Roumanie  | Championnat    | 18          | 0           | ?            | ?            | C1+C3  | 3+1    | 0      |
| 2002 - 2003 | Lille OSC                 | France    | Ligue 1        | 19          | 0           | ?            | ?            | /      | -      | -      |
| 2003 - 2004 | Lille OSC                 | France    | Ligue 1        | 15          | 1           | ?            | ?            | /      | -      | -      |
| 2004 - 2005 | Rot-Weiss Oberhausen      | Allemagne | Bundesliga 2   | 24          | 3           | ?            | ?            | /      | -      | -      |
| 2005 - 2006 | Panserraikos              | Grèce     | Bêta Ethnikí   | 17          | 5           | ?            | ?            | /      | -      | -      |
| 2005 - 2006 | Otelul Galati             | Roumanie  | Championnat    | 15          | 0           | ?            | ?            | /      | -      | -      |
| 2006 - 2007 | Otelul Galati             | Roumanie  | Championnat    | 21          | 2           | ?            | ?            | /      | -      | -      |
| 2007 - 2008 | Universitatea Cluj-Napoca | Roumanie  | Championnat    | 9           | 0           | ?            | ?            | ?      | ?      | ?      |
| 2007 - 2008 | Gaz Metan Medias          | Roumanie  | Championnat D2 | 11          | 0           | ?            | ?            | ?      | ?      | ?      |
| 2008 - 2009 | Gaz Metan Medias          | Roumanie  | Championnat    | 0           | 0           | ?            | ?            | ?      | ?      | ?      |

## Repères
- Premier match en D1 : le 17 avril 1993, Universitatea Craiova 2-2 FC Inter Sibiu
- 13 sélections et 2 buts avec l'équipe de Roumanie espoirs

## Palmarès
- Steaua Bucarest
  - Champion de Roumanie: 1997, 1998 et 2001
  - Vainqueur de la Coupe de Roumanie: 1997 et 1999
  - Vainqueur de la Supercoupe de Roumanie: 1998 et 2001